# Џејмстаун (Кентаки)
Џејмстаун (енгл. Jamestown) град је у америчкој савезној држави Кентаки.

## Демографија
По попису из 2010. године број становника је 1.794, што је 170 (10,5%) становника више него 2000. године.
| Група             | 2000.         | 2010.         |
| Белци             | 1.535 (94,5%) | 1.661 (92,6%) |
| Афроамериканци    | 57 (3,5%)     | 37 (2,1%)     |
| Азијати           | 7 (0,4%)      | 11 (0,6%)     |
| Хиспаноамериканци | 14 (0,9%)     | 63 (3,5%)     |
| Укупно            | 1.624         | 1.794         |